# Pawłów (województwo małopolskie)
Pawłów – wieś w Polsce, położona w województwie małopolskim, w powiecie dąbrowskim, w gminie Bolesław.
| SIMC    | Nazwa     | Rodzaj    |
| ------- | --------- | --------- |
| 0813170 | Gać       | część wsi |
| 0813186 | Grabówka  | część wsi |
| 0813192 | Krakowska | część wsi |
| 0813200 | Nowa Wieś | część wsi |

W latach 1975–1998 miejscowość położona była w województwie tarnowskim.